# José Aranha
José Roberto Diniz Aranha (Barretos, 2 de fevereiro de 1951) é um ex-nadador brasileiro, que participou de duas edições dos Jogos Olímpicos pelo Brasil.
Reside nos Estados Unidos desde 1992, onde trabalha como administrador de empresas.

## Trajetória esportiva
Aos cinco anos, Aranha mudou para a cidade de São Paulo, e seus pais se tornaram sócios do Club Athletico Paulistano, onde gostava de brincar na piscina; aos nove anos começou a competir na categoria petiz e, no ano seguinte, bateu o recorde paulista e foi campeão infantil. Aos 16 anos, com a extinção da equipe do Paulistano, foi para o Esporte Clube Pinheiros.
Em 1968 foi campeão paulista e brasileiro dos 400 metros nado livre. Entre 1968 e 1972, viveu e treinou nos Estados Unidos.
Nos Jogos Pan-Americanos de 1967 em Winnipeg, nadou a prova dos 400 metros livre, não chegando à final. 
Nas Olimpíadas de 1968 na Cidade do México, nadou os 100 metros livre e os 4x100 metros medley, junto com José Sylvio Fiolo, João Costa Lima Neto e César Filardi, não chegando à final das provas.
Nos Jogos Pan-Americanos de 1971 em Cali, ganhou medalha de prata nos 100 metros livre, e três medalhas de bronzes nos três revezamentos de que participou: 4x100 metros livre, 4x200 metros livre e 4x100 metros medley, batendo o recorde sul-americano em todos os revezamentos.
Nas Olimpíadas de 1972 em Munique, terminou em quarto lugar no revezamento 4x100 metros livre, quebrando o recorde sul-americano em seis segundos e meio, junto com Ruy de Oliveira, Paulo Zanetti e Paulo Becskehazy; e quinto lugar nos 4×100 metros medley, melhorando em cinco segundos o recorde sul-americano), junto com Rômulo Arantes, José Sylvio Fiolo e Sérgio Waismann. Ele também nadou os 100 metros livre e os 4x200 metros livre, não chegando à final das provas. Nos 4x100 metros medley, Aranha pegou o revezamento em oitavo lugar e ultrapassou três países, terminando em quinto lugar. Nos 4x100 metros livre, ele entrou na piscina em sexto lugar e fechou em quarto, a meio segundo de ganhar o bronze. A despeito de seus grandes resultados em revezamentos, ele nunca foi recordista brasileiro dos 100 metros livre.
Na Universíade de 1973 em Moscou, Aranha ganhou uma medalha de bronze nos 4x200 metros livre, junto com José Namorado, James Huxley Adams e Alfredo Machado.
Participou do Campeonato Mundial de Esportes Aquáticos de 1973 em Belgrado, o primeiro mundial de natação, onde ele terminou em quinto lugar no revezamento brasileiro dos 4x100 metros livre, junto com Ruy de Oliveira, José Namorado e James Huxley Adams.  Além disso, ele também nadou com o mesmo time o revezamento 4x200m livre, terminando em 11º lugar.